# Eudora (Arkansas)
Eudora é uma cidade localizada no estado americano de Arkansas, no Condado de Chicot.

## Demografia
Segundo o censo americano de 2000, a sua população era de 2 819 habitantes.
Em 2006, foi estimada uma população de 2 531, um decréscimo de 288 (-10.2%).

## Geografia
De acordo com o United States Census Bureau, a localidade tem uma área de 8,0 km², sem área coberta por água.

## Localidades na vizinhança
O diagrama seguinte representa as localidades num raio de 32 km ao redor de Eudora.